# فلاديمير موفسيسيان
فلاديمير موفسيسيان (بالأرمينية: Վլադիմիր Մովսիսյան، 12 نوفمبر 1933 - 5 نوفمبر 2014) سياسي أرمني.
درس في المدرسة العليا للجنة المركزية الحزب الشيوعي السوفيتي. حكم الصناعة الزراعية في أرمينيا السوفيتية. في عام 1990 كان السكرتير الأول للحزب الشيوعي لأرمينيا وآخر من حكم أرمينيا السوفيتية رسميًا (خلف موفسيسيان رئيس مجلس السوفيات الأعلى لجمهورية أرمينيا ليفون تير بتروسيان).
في عام 1993 تولى إدارة الدفاع عن إيجيفان. في التسعينيات كان حاكماً لمدينة جيغاركونيك ثم وزير الزراعة في أرمينيا.
كما حصل موفسيسيان على ميدالية سانت ميسروب ماشتوتس المرموقة.

## الوفاة
توفي موفسيسيان في 5 نوفمبر 2014 في يريفان عن عمر يناهز 80 عامًا.